# Nuzice
Nuzice jsou vesnice, část města Týn nad Vltavou v okrese České Budějovice v Jihočeském kraji. Nachází se asi šest kilometrů severovýchodně od Týna nad Vltavou. Nuzice jsou také název katastrálního území o rozloze 6,97 km².

## Historie
První písemná zmínka o vesnici pochází z roku 1268.

## Přírodní poměry
Podél východní hranice katastrálního území teče potok Židova strouha, jehož údolí je chráněné jako stejnojmenná přírodní památka.

## Obyvatelstvo
| Rok            | 1869 | 1880 | 1890 | 1900 | 1910 | 1921 | 1930 | 1950 | 1961 | 1970 | 1980 | 1991 | 2001 | 2011 | 2021 |
| -------------- | ---- | ---- | ---- | ---- | ---- | ---- | ---- | ---- | ---- | ---- | ---- | ---- | ---- | ---- | ---- |
| Počet obyvatel | 277  | 248  | 263  | 294  | 271  | 240  | 240  | 169  | 168  | 145  | 125  | 121  | 113  | 114  | 113  |
| Počet domů     | 38   | 39   | 41   | 43   | 45   | 47   | 47   | 50   | 49   | 41   | 37   | 53   | 55   | 59   | 60   |

## Obecní správa
Při sčítání lidu v letech 1850–1975 Nuzice byly samostatnou obcí, se kterým patřily nejprve do okresu Milevsko, ale v roce 1950 v okrese Týn nad Vltavou a od roku 1960 v okrese České Budějovice. Od 1. ledna 1976 jsou částí města Týn nad Vltavou v okrese České Budějovice.

## Pamětihodnosti

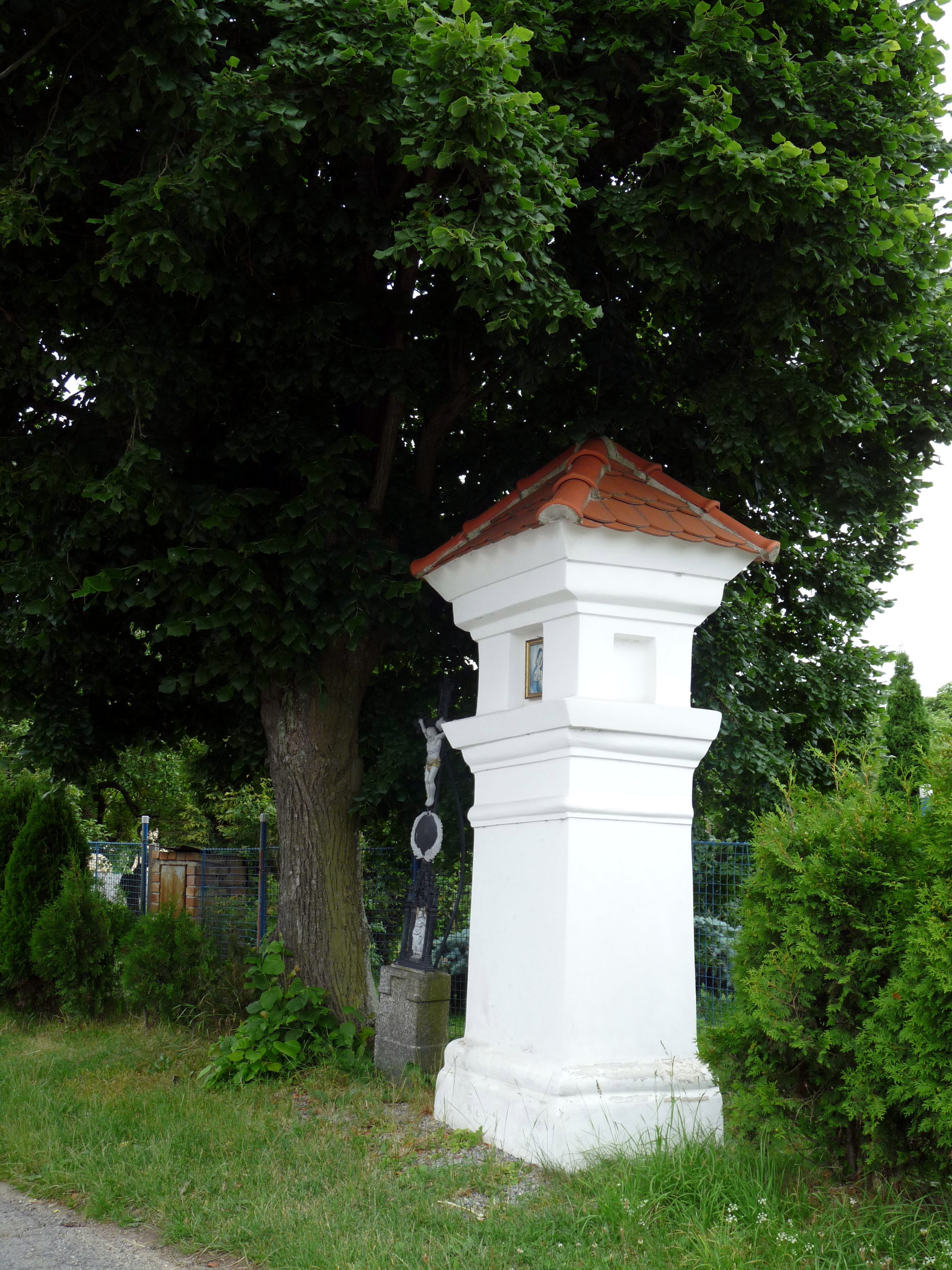
Boží muka s křížkem

- Katastrálním územím Nuzic protéká Židova strouha.
- Křížek proti čp. 46
- Boží muka a křížek u čp. 18
- Ve vsi a v jejím okolí se nachází kulturní památky:
  - Dva mohylníky[7][8]
  - Mostek nad Židovou strouhou
  - V blízkosti soutoku Lužnice a Židovy strouhy se dochovaly terénní pozůstatky hradiště Hradec u Nuzic osídleného ve starší době bronzové a době hradištní.[9]

## Osobnosti
- Jan Šoch (1798–1867), zedník a lidový umělec